# 角ゆり子
角 ゆり子（すみ ゆりこ、1951年5月7日 -）は日本の元ファッションモデル、女優。東京都目黒区生まれ。

## 来歴
1951年5月7日、東京都目黒区生まれ。姉弟の長女。
1970年9月、SOSモデルスクール入学。同年11月、SOSアーティスト所属。演技、モダンダンス、日舞、殺陣、歌のレッスンを続ける。
ファッションモデルとして活動後、東京女学館短期大学在学中から、学業の余暇にSOSモデルスクールで芝居を学ぶ。その間、1972年3月に同短期大学卒業。翌1973年年、ベストセラーとなった『二十歳の原点』が映画化されたときに、主人公・高野悦子役でデビュー。以降3作に出演するが、その後いったん芸能活動から身を引く。その6年後、日活ロマンポルノ10周年記念作品である『嗚呼!おんなたち 猥歌』に出演後、芸能界から引退した。

## 出演

### 映画
- 二十歳の原点 [3]（東京映画、1973年10月27日）[4] - 高野悦子
- 日本沈没（東宝映画・東宝映像、1973年12月29日） - 花江[5][4]
- しあわせ（東宝映画、1974年4月6日）[4] - 加納直子
- 再会（松竹・NPプロ、1975年3月15日）[4] - 岩瀬宣子
- 嗚呼!おんなたち 猥歌（にっかつ、1981年10月23日） - 佳江

### テレビドラマ
- さぼてんとマシュマロ 第17話（1972年、日本テレビ・ユニオン映画）
- 恋は初恋 （1972年、日本テレビ） - レギュラー、味噌汁専門店「志る半」の女子学生アルバイト[2]
- 銀河テレビ小説 三四郎（1974年、NHK）- よし子